# Jalel Kadri
Jalel Kadri (Tozeur, Túnez; 14 de diciembre de 1971) es entrenador de fútbol tunecino. Actualmente dirige al Al-Hazem de la Liga Profesional Saudí.

## Trayectoria
Sus primeros puestos como entrenador incluyen AS Djerba, AS Kasserine, AS Gabès y US Monastir. Durante la temporada 2008-09, fue entrenador del ES Zarzis, luego desde la primavera hasta el verano de 2010 en EGS Gafsa y desde noviembre de 2011 hasta mayo de 2012 en Al-Ansar. Luego entrenó al ES Beni-Khalled de mayo a septiembre de 2012.
En 2013, fue entrenador asistente de la selección de Túnez durante algunos partidos. Desde octubre de 2013, volvió a ser entrenador independiente en el club saudita Al-Nahda. Para la temporada 2014-15, aceptó este puesto en el Al-Khaleej, donde acompañó al equipo durante dos temporadas. A partir de octubre de 2017 continuó en el JS Kairouan, donde solo permanecería hasta marzo de 2018. Poco después, ya estaba contratado por el CA Bizertin, donde permaneció el resto de la temporada.
En los Emiratos Árabes Unidos, ocupó el puesto de entrenador para la temporada 2018-19 en el Emirates Club. A su vez, la temporada siguiente se quedó por completo en el Stade Tunisien. Desde noviembre de 2020 hasta enero de 2021, estuvo brevemente al margen en Al-Ahli Tripoli.
En junio de 2021, se convirtió por segunda vez en el entrenador asistente de la selección de Túnez. El 23 de enero de 2022, durante el partido contra Nigeria de los octavos de final de la Copa Africana de Naciones 2021, Jalel Kadri sustituyó al primer entrenador, Mondher Kebaier, debido a su infección por Covid-19. El juego terminó con victoria de Túnez 1-0. El 30 de enero fue nombrado entrenador en propiedad de la selección tunecina tras la eliminación en cuartos de final ante Burkina Faso.
En su proceso dirigió al equipo a clasificarse para la Copa Mundial de Fútbol de 2022 y posteriormente a coronarse campeón de la Copa Kirin 2022 sobre Japón. Allí, la Túnez de Kadri una vez más no cumplió con las expectativas, ya que no logró pasar de la fase de grupos debido a la derrota por 1-0 ante Australia en el grupo D, a pesar de la heroica victoria por 1-0 sobre los campeones defensores Francia en el último encuentro. Después del Mundial, a Kadri se le permitió permanecer a cargo de Túnez hasta 2024. El 24 de enero de 2024, presentó su renuncia al cargo luego de que la selección africana quedase eliminada en la fase de grupos de la Copa Africana de Naciones 2023.
El 14 de abril de 2025, asumió al frente del Al-Hazem. El 29 de mayo, devolvió al club a la máxima categoría del fútbol saudí tras vencer al Al-Adalah en la final del play-off por el último ascenso.

## Clubes

### Como segundo entrenador
| Club  | País  | Año         | Asistente de    |
| ----- | ----- | ----------- | --------------- |
| Túnez | Túnez | 2013        | Nabil Maâloul   |
| Túnez | Túnez | 2021 - 2022 | Mondher Kebaier |

### Como entrenador
| Club               | País                   | Año           |
| ------------------ | ---------------------- | ------------- |
| ES Zarzis          | Túnez                  | 2008 - 2009   |
| EGS Gafsa          | Túnez                  | 2010          |
| US Monastir        | Túnez                  | 2010 - 2011   |
| Al-Ansar           | Arabia Saudita         | 2011 - 2012   |
| ES Beni-Khalled    | Túnez                  | 2012          |
| Al-Nahdha          | Arabia Saudita         | 2013 - 2014   |
| Al-Khaleej         | Arabia Saudita         | 2014 - 2017   |
| JS Kairouanaise    | Túnez                  | 2017 - 2018   |
| CA Bizertin        | Túnez                  | 2018          |
| Emirates Club      | Emiratos Árabes Unidos | 2018 - 2019   |
| Stade Tunisien     | Túnez                  | 2019 - 2020   |
| Al-Ahly Trípoli    | Libia                  | 2020-2021     |
| Selección de Túnez | Túnez                  | 2022-2024     |
| Al-Hazem           | Arabia Saudita         | 2025-presente |